# غافين مارغريت
غافين مارغريت (بالفرنسية: Gavin Marguerite)‏ هو لاعب دوري الرغبي فرنسي، ولد في 12 أغسطس 1995 في فرنسا.